# راگدان
راگدان (به لاتین: Ragdan) یک قله در روسیه و جمهوری آذربایجان است که در داغستان واقع شده‌است. راگدان ۴٬۰۲۰ متر بالاتر از سطح دریا واقع شده‌است.